# Yosef Burg
Pour les articles homonymes, voir Burg.
Shlomo Yosef Burg, né le 31 janvier 1909 à Dresde (Allemagne) et mort le 15 octobre 1999 à Jérusalem (Israël), est un homme politique israélien.

## Biographie
De 1928 à 1931, il étudie au  Séminaire rabbinique Hildesheimer
En 1949, il est élu pour la première Knesset, puis sert dans plusieurs postes ministériels les années suivantes.
Il est l'un des fondateurs du Parti national religieux.